# Пленер
Пленер (на френски: en plein air, „на открито“) в изобразителното изкуство означава рисуване под открито небе, сред природата или в града, за разлика от рисуването в ателие или друго затворено помещение. По-специално, с термина се означава предаването на естественото осветление във въздушна среда, като се наблюдават оттенъците и преходите на светлината.
Пленерна живопис са практикували още художниците през Ренесанса (Доменико Венециано, Пиеро дела Франческа, Паоло Веронезе), и през 18 век (Диего Веласкес, Вермеер ван Делфт), но понятието се свързва най-вече с представителите на Барбизонската школа и Импресионизма през 19 век. Много от творбите на художници-импресионисти като Клод Моне, Камий Писаро и Пиер-Огюст Реноар са нарисувани на открито, от натура, те практикуват пленера и като форма на организирана художническа активност. Руски пленеристи от втората половина на 19 век и началото на 20 век пленер са Исак Левитан, Валентин Серов, Константин Коровин, Иван Шишкин.
В България пленерите започват да се организират усилено през 1970-те години от Съюза на българските художници. В Сърбия, организираните пленери се наричат още „артистични колонии“.